# Ice Hockey Australia
Ice Hockey Australia kontrollerar den organiserade ishockeyn i Australien och bildades 1908, och är ett av världens äldsta ishockeyförbund. Förbundet inträdde den 25 februari 1938 i IIHF, och kontrollerar bland annat den halvprofessionella ligan AIHL.

### Fotnoter
1. ↑  ”Australia”. International Ice Hockey Federation. http://www.iihf.com/iihf-home/countries/australia.html. Läst 9 april 2012.